# Borkenberge
Die Borkenberge sind ein bis 133,3 m ü. NHN hoher Höhenzug des Münsterlands auf den Gemarkungen Halterns (Kreis Recklinghausen, Westhälfte) und Lüdinghausens (Kreis Coesfeld, Osthälfte) und innerhalb des Naturparks Hohe Mark-Westmünsterland, Nordrhein-Westfalen (Deutschland). Die Gemarkung Dülmens (ebenfalls Kreis Coesfeld) wird im Norden nur berührt.
Die Borkenberge sind eine Untereinheit der naturräumlichen Haupteinheit Westmünsterland der Haupteinheitengruppe Westfälische Bucht. Sie werden zusammen mit den Einheiten Hohe Mark (mit Rekener Kuppen) (westlich von Halterner Mühlenbach, Halterner Stausee und Stever-Mündungslauf) und Haard (südwestlich von Stever nebst Hullerner Stausee und Lippe) auch unter der Bezeichnung Halterner Berge zusammengefasst.

## Geographie

### Lage
Die einige Kilometer nördlich des Ruhrgebiets im Ostteil des Naturparks Hohe Mark-Westmünsterland gelegenen Borkenberge befinden sich zwischen Dülmen-Süskenbrocksheide im Norden, Lüdinghausen-Seppenrade im Osten, Haltern-Hullern im Süden und dem Halterner Stadtteil Sythen im Westen. Sie liegen nordnordöstlich der Hügellandschaft Haard, östlich des Höhenzugs Hohe Mark und breiten sich südöstlich der A 43 aus. Im südlich angrenzenden Tal fließt die Stever, ein Zufluss der entlang des Wesel-Datteln-Kanals nach Westen fließenden Lippe (Stever-Mündungsfluss), durch die Stillgewässer Halterner Stausee und Talsperre Hullern.

### Naturräumliche Zuordnung
Der Höhenzug bildet in der naturräumlichen Haupteinheitengruppe Westfälische Bucht (Nr. 54) in der Haupteinheit Westmünsterland (544) die Untereinheit Borkenberge (544.5). Nach Norden leitet die Landschaft in den zur Untereinheit Merfelder Niederung (544.4) zählenden Naturraum Hausdülmener Niederung (544.41) über sowie nach Süden und Westen in den zur Untereinheit Halterner Tal (544.6) gehörenden Naturraum Hullerner Sandplatten (544.61). Östlich schließt sich der Naturraum Emkumer Platte (541.21) an, der in der Haupteinheit Kernmünsterland (541) Teil der Untereinheit Münsterländer Platten (541.2) ist.

### Erhebungen
Zu den Erhebungen der Borkenberge gehören − sortiert nach Höhe in Meter (m) über Normalhöhennull (NHN):
- Fischberg (133,3 m; mit Resten eines ehemaligen Feuerwachturms) – im Truppenübungsplatz etwas nördlich der Talsperre Hullern
- Rauher Berg (127,3 m) – im Truppenübungsplatz im Zentrum der Borkenberge
- Dillenberge (102,9 m) – im Truppenübungsplatz im Zentrum der Borkenberge
- Steinberg (85,1 m) – im Truppenübungsplatz südlich des Flugplatzes
- Jammerberg (77,3 m) – im Truppenübungsplatz etwas südlich des Flugplatzes
- Opferstein (75 m; mit markanter Sandsteinfelsformation)

## Geologie und Landschaftsbild
Die Borkenberge sind ein kleiner eiszeitlicher Höhenzug aus Sandstein, der fast vollständig vom ehemaligen Truppenübungsplatz Haltern, zuletzt genutzt von der britischen Rheinarmee, bestimmt wird. Das Gelände wird vom Bundesamt für Immobilienaufgaben verwaltet. Außer einer Ansiedlung an ihrem Nordrand in der Nähe des Flugplatzes Borkenberge, der von Flugzeugen der allgemeinen Luftfahrt für Freizeitflüge, Ausbildungsflüge und Geschäftsflüge genutzt wird, sind sie unbewohnt und werden von nur zwei Kreisstraßen durchquert. Der Zugang ist bis auf wenige Wege nicht gestattet.
Am Opferstein finden sich Felsbänke aus Sand, der durch eine Mischung von Kieselsäure und farbigen Eisenverbindungen zementiert ist.
Auf dem Fischberg, der höchsten Erhebung der Borkenberge, befinden sich Fundamentreste eines ehemaligen Feuerwachturms aus Stahl. Der Turm existierte bis 1975 und wurde beseitigt, um den Übungsbetrieb auf dem Truppenübungsplatz nicht weiter zu stören.
Für weitere Geologie-Infos siehe auch Naturpark Hohe Mark-Westmünsterland.

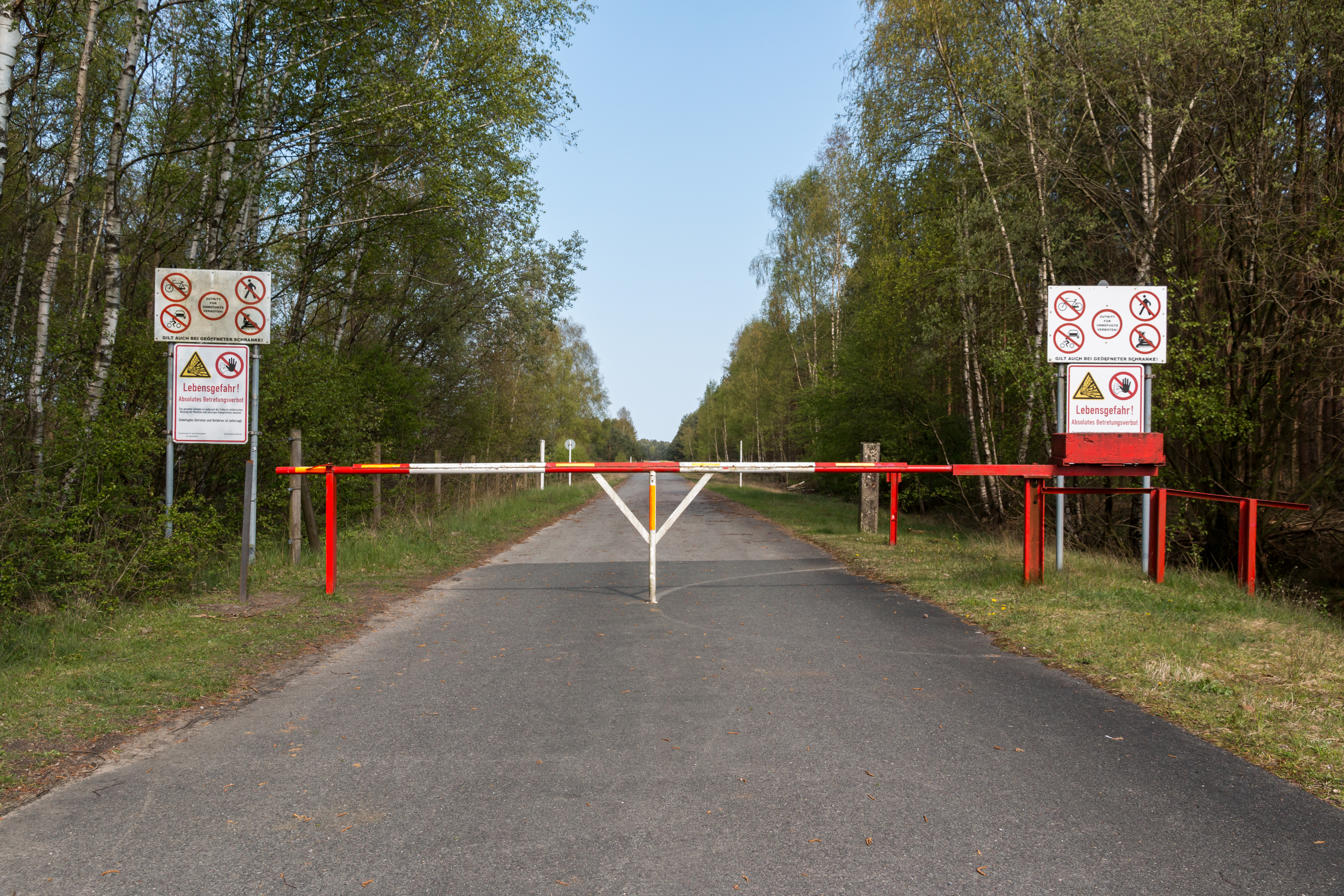
Zugangssperre zum östlichen Teil des Naturschutzgebiets Borkenberge

## Schutzgebiete
Auf dem Ostteil der Borkenberge liegt das Naturschutzgebiet (NSG) Borkenberge (CDDA-Nr. 344627; 2005 ausgewiesen; 11,6033 km² groß), an das sich mehrere NSGs anschließen: Gagelbruch Borkenberge (CDDA-Nr. 163182; 1987; 88,69 ha) im Nordwesten, Hochmoor Borkenberge (CDDA-Nr. 163709; 1987; 46,58 ha) im Norden sowie im Osten sowie Wacholderhain (CDDA-Nr. 82834; 1939; 2,17 ha) und Sanddünen randlich der Borkenberge (CDDA-Nr. 319043; 1996; 18,58 ha).
Auf dem Westteil des Höhenzugs befinden sich Teile des Landschaftsschutzgebiets (LSG) Stadtforst Haltern (CDDA-Nr. 555553639; 1988; 6,6684 km²). Weitere LSGs, die den Höhenzug einrahmen und teils mit Ausläufern auf seine Flanken reichen, sind: Der Linnert (CDDA-Nr. 555553637; 1988; 6,0526 km²) im Nordwesten, Sueskenbrocks Heide (CDDA-Nr. 555560858; 1990; 16,1975 km²) im Norden, Enkumer Mark (CDDA-Nr. 555553638; 1999; 33,19 ha) im Osten, Enkumer Mark-West (CDDA-Nr. 555553633; 2005; 2,8174 ha) im Südosten und Stausee Haltern (CDDA-Nr. 555553640; 1988; 9,9522 km²) im Süden.
Auf dem gesamten Höhenzug breitet sich das Fauna-Flora-Habitat-Gebiet Truppenübungsplatz Borkenberge (FFH-Nr. 4209-304; 17,1569 km²) aus, an das sich im Norden das FFH-Gebiet Gagelbruch Borkenberge (FFH-Nr. 4209-301; 88,3 ha) anschließt. Auf dem Höhenzug liegen auch Teile des Vogelschutzgebiets Heubachniederung, Lavesumer Bruch und Borkenberge (VSG-Nr. 4108-401; 50,7694 km²).
Teile der Borkenberge nutzte man seit 1873 als Truppenübungsplatz. Die Firma Friedrich Krupp AG hatte hier einen Schießplatz. Ab Mitte der 1930er Jahre betrieb die Wehrmacht hier einen Flugplatz. Ab 1945 war das Gebiet Teil des Truppenübungsplatzes Haltern der britischen Armee. 2015 endete die militärische Nutzung. Auf dem Truppenübungsplatz von etwa 1.769 Hektar übten Panzerfahrzeuge. Teile des Platzes waren auch Schießplatz. Noch während der militärischen Nutzung wies man das Gebiet als FFH-Gebiet und Vogelschutzgebiet aus. Die Biologischen Stationen im Westmünsterland entwickelten die Idee Westfalens Wilder Westen, nach der große Pflanzenfresser wie Wisent, Heckrind und „Wildpferd“ das Offenland durch Beweidung offen halten sollen. Der Truppenübungsplatz wurde 2016 von der DBU Naturerbe als Teil des Nationalen Naturerbes übernommen. Es besteht jedoch weiterhin ein strenges Betretungsverbot, da sich noch Munition auf dem Gelände befindet. Die Offenlandbereiche werden derzeit mit Maschinen und Schafen offen gehalten. Auch gezieltes Abbrennen wird eingesetzt. Auf Teilflächen läuft eine Kampfmittelräumung. Auf dem Gelände, genauer auf Heide und Sandtrockenrasen, gibt es landesweit bedeutende Brutvorkommen von Heidelerche und Ziegenmelker. Auch Feldlerche, Wiesenpieper und Schwarzkehlchen sind mit großen Beständen in den Offenlandbereichen. Ein Kranichpaar brütet im Gebiet. Es kommen Moorfrosch, Schlingnatter, Kreuzotter, Zauneidechse, Waldeidechse und Blindschleiche vor. Auch zahlreiche Insektenarten wie die Rostbinde sind zu finden. In den Mooren kommt die Moorlilie und das Torfmoosknabenkraut (Dactylorhiza sphagnicola) vor. Die Heiden und Trockenrasen weisen einen schlechten Erhaltungszustand auf, da viele Bereiche unter Vergrasung und Verbuschung leiden. Auch die Moore sind wegen Entwässerung und zunehmender Verbuschung mitsamt ihren seltenen Arten gefährdet. DBU Naturerbe gelang es seit 2016 nicht, die umliegenden Äcker zu extensivieren. Es findet illegales Befahren durch Motocross-Fahrer statt. Einen Rangerdienst schaffte die DBU im Sommer 2021 aus Kostengründen ab. Eine Kartierung vom Naturschutzzentrum Kreis Coesfeld der Vegetation und Vogelarten von 2020 bis 2022 stellte fest, dass bereits ein Viertel der Heideflächen durch Überwachsen mit Gehölzen und Gräsern verschwunden ist. Vogelarten der Feuchtgebiete und offenen Heideflächen zeigten eine negative Bestands-Entwicklung.
Der Kreisverband Coesfeld des NABU veröffentlichte wegen der zahlreichen Mängel im Schutzgebiet einem offenen Brief an den Landrat Hubert Schulze Pellengahr vom Kreis Coesfeld. Der NABU fragt in dem Brief: „Wer ist verantwortlich für die Verbuschung der Heiden, die unveränderte Entwässerung der Feuchtgebiete und die Fortführung der intensiven Ackerwirtschaft? Die Untere Naturschutzbehörde, die Bezirksregierung, der Bundesforst oder die DBU Naturerbe GmbH? Oder etwa alle zusammen?“ Der NABU schlägt eine Reihe von Sofortmaßnahmen vor: 
- „Umsetzung eines Großbeweidungskonzeptes mit Wisenten, Heckrindern und Wildpferden
- Durchführung regelmäßiger Polizeikontrollen in Abstimmung der Kreise Coesfeld/Recklinghausen
- Einrichtung von Rangerstellen durch die beteiligten Kreise bzw. Kommunen
- Zurücknahme der Verbuschung der Offenlandbiotope
- Verschluss der Entwässerungsgräben
- Umwandlung bzw. Extensivierung der Ackerflächen (Verbot von Bioziden und Düngung)“[9]

## Wiederansiedlung von Großsäugern
Seit 2018 ist die Wiederansiedlung von Wisenten, Rothirschen und Wildpferden in den Borkenbergen im Gespräch. Das Gelände soll für Besucher zugänglich sein und von Aussichtstürmen aus eingesehen werden können. Man erhofft sich davon – neben der touristischen Attraktion –, dass die Großsäuger die völlige Verbuschung der Landschaft verhindern und eine natürliche Artenzusammensetzung wiederherstellen.